# Alcatraz Bibliotek
Alcatraz Bibliotek er et bibliotek, der blev benyttet af de indsatte i Alcatraz Federal Penitentiary, mens dette fængsel var i brug. Biblioteket ligger på Alcatraz Island og er placeret ved udgangen af fængslets D-blok. Ved ankomsten til Alcatraz fik hver indsat et lånerkort og et katalog over de bøger, der var i biblioteket. De indsatte kunne bestille bøger ved at lægge en seddel med deres lånerkort i en boks ved indgangen til spisesalen før morgenmaden, og så ville bøgerne blive leveret til deres celle af en bibliotekar. Biblioteket havde en samling på 10-15.000 bøger, hovedsageligt tiloversblevne bøger fra hærens dage.
De indsatte kunne låne op til tre bøger ad gange foruden 12 lærebøger, en bibel og en ordbog. De havde tilladelse til at abonnere på magasiner, men kriminalitetsrelaterede sider blev revet ud. Aviser var ikke forbudt. Sex, kriminalitet og vold var forbudt fra alle bøger og blade; biblioteket blev styret af en præst, der stod for censuren og sørgede for, at læsestoffet var af en opbyggelig karakter. Hvis fangerne ikke afleverede bøgerne til tiden, kunne det medføre, at de blev frataget privilegier. På en tavle, der står i biblioteket i dag, hænger en udskrift fra et dokument fra fængselsstyrelsen fra 1960, hvori det hedder: "Disse mænd læste mere alvorlig litteratur end gennemsnittet. Filosoffer som Kant, Schopenhauer, Hegel, m.fl. er særligt populære". Andre forfattere, der blev læst, var Jack London, Sinclair Lewis, Washington Irving, Zane Grey, Hamilton Garland, Alexandre Dumas, Daniel Defoe, Joseph Conrad, Cervantes samt blade som Adventure to Time, Better Homes and Gardens og Library Digest. Et juridisk bibliotek blev senere føjet til A-blokken.
I Clint Eastwood-filmen, Flugten fra Alcatraz er der en scene i biblioteket, hvor Frank Morris (Eastwood) taler med en anden indsat.